# 갑산 화전민 항일운동
갑산 화전민 항일운동(甲山火田民抗日運動)은 1929년 함경남도 갑산군의 화전민들이 일제의 화전민 정책에 대항하여 일으킨 항일 운동이다.